# ATP Challenger do Rio de Janeiro 2022 - Doppio
Questa è la prima edizione di questo torneo.
In finale Guido Andreozzi e Guillermo Durán hanno sconfitto Karol Drzewiecki e Jakub Paul con il punteggio di 6-3, 6-2.

## Teste di serie
1. Guido Andreozzi /  Guillermo Durán (campioni)
2. Karol Drzewiecki /  Jakub Paul (finale)

1. Piotr Matuszewski /  Alexander Merino (primo turno)
2. Genaro Alberto Olivieri /  Santiago Fa Rodríguez Taverna (quarti di finale)

## Wildcard
1. Mateus Alves /  Eduardo Ribeiro (quarti di finale)

1. Gustavo Almeida /  João Fonseca (quarti di finale)

## Tabellone

### Legenda
| - Q = Qualificato - WC = Wild card - LL = Lucky loser | - ALT = Alternate - SE = Special Exempt - PR = Protected Ranking | - w/o = Walkover - r = Ritirato - d = Squalificato |

|  | Primo turno | Primo turno                        | Primo turno                        | Primo turno | Primo turno |  |  | Quarti di finale | Quarti di finale                   | Quarti di finale                   | Quarti di finale                   | Quarti di finale                   |                     |     | Semifinali | Semifinali                      | Semifinali                      | Semifinali                  | Semifinali                  |   |   | Finale | Finale | Finale | Finale | Finale |  |
|  |             |                                    |                                    |             |             |  |  |                  |                                    |                                    |                                    |                                    |                     |     |            |                                 |                                 |                             |                             |   |   |        |        |        |        |        |  |
|  | 1           | G Andreozzi G Durán                | G Andreozzi G Durán                | 7           | 6           |  |  |                  |                                    |                                    |                                    |                                    |                     |     |            |                                 |                                 |                             |                             |   |   |        |        |        |        |        |  |
|  |             | TA Tirante JB Torres               | TA Tirante JB Torres               | 5           | 0           |  |  | 1                | G Andreozzi G Durán                | G Andreozzi G Durán                | 7                                  | 6                                  |                     |     |            |                                 |                                 |                             |                             |   |   |        |        |        |        |        |  |
|  |             | F Comesaña JP Paz                  | F Comesaña JP Paz                  | 3           | 5           |  |  | WC               | M Alves E Ribeiro                  | M Alves E Ribeiro                  | 64                                 | 0                                  |                     |     |            |                                 |                                 |                             |                             |   |   |        |        |        |        |        |  |
|  | WC          | M Alves E Ribeiro                  | M Alves E Ribeiro                  | 6           | 7           |  |  |                  |                                    |                                    |                                    |                                    |                     |     | 1          | G Andreozzi G Durán             | G Andreozzi G Durán             | 6                           | 6                           |   |   |        |        |        |        |        |  |
|  | 4           | GA Olivieri S Rodríguez Taverna    | 2                                  | 6           | [10]        |  |  |                  |                                    |                                    | J Reis da Silva M Zormann Da Silva | J Reis da Silva M Zormann Da Silva | 1                   | 3   |            |                                 |                                 |                             |                             |   |   |        |        |        |        |        |  |
|  |             | D Popko D Rincón                   | 6                                  | 3           | [6]         |  |  | 4                | GA Olivieri S Rodríguez Taverna    | GA Olivieri S Rodríguez Taverna    | 6                                  | 2                                  |                     |     |            |                                 |                                 |                             |                             |   |   |        |        |        |        |        |  |
|  | PR          | J Choinski S Nagal                 | J Choinski S Nagal                 | 4           | 3           |  |  |                  | J Reis da Silva M Zormann Da Silva | J Reis da Silva M Zormann Da Silva | 7                                  | 6                                  |                     |     |            |                                 |                                 |                             |                             |   |   |        |        |        |        |        |  |
|  |             | J Reis da Silva M Zormann Da Silva | J Reis da Silva M Zormann Da Silva | 6           | 6           |  |  |                  |                                    |                                    |                                    |                                    |                     |     | 1          | Guido Andreozzi Guillermo Durán | Guido Andreozzi Guillermo Durán | 6                           | 6                           |   |   |        |        |        |        |        |  |
|  |             | M Navone G Villanueva              | M Navone G Villanueva              | 6           | 6           |  |  |                  |                                    |                                    |                                    |                                    |                     |     |            |                                 | 2                               | Karol Drzewiecki Jakub Paul | Karol Drzewiecki Jakub Paul | 3 | 2 |        |        |        |        |        |  |
|  |             | W Leite J Pereira                  | W Leite J Pereira                  | 2           | 3           |  |  |                  | M Navone G Villanueva              | M Navone G Villanueva              | 6                                  | 6                                  |                     |     |            |                                 |                                 |                             |                             |   |   |        |        |        |        |        |  |
|  | WC          | G Almeida J Fonseca                | 4                                  | 6           | [11]        |  |  | WC               | G Almeida J Fonseca                | G Almeida J Fonseca                | 0                                  | 2                                  |                     |     |            |                                 |                                 |                             |                             |   |   |        |        |        |        |        |  |
|  | 3           | P Matuszewski A Merino             | 6                                  | 4           | [9]         |  |  |                  |                                    |                                    |                                    |                                    |                     |     |            | M Navone G Villanueva           | M Navone G Villanueva           | M Navone G Villanueva       |                             |   |   |        |        |        |        |        |  |
|  |             | D Dutra da Silva G Roveri Sidney   | D Dutra da Silva G Roveri Sidney   | 6           | 6           |  |  |                  |                                    | 2                                  | K Drzewiecki J Paul                | K Drzewiecki J Paul                | K Drzewiecki J Paul | w/o |            |                                 |                                 |                             |                             |   |   |        |        |        |        |        |  |
|  |             | A Collarini M Zukas                | A Collarini M Zukas                | 3           | 0           |  |  |                  | D Dutra da Silva G Roveri Sidney   | D Dutra da Silva G Roveri Sidney   | D Dutra da Silva G Roveri Sidney   |                                    |                     |     |            |                                 |                                 |                             |                             |   |   |        |        |        |        |        |  |
|  | Alt         | R Bertola M Martinez               | 6                                  | 3           | [6]         |  |  | 2                | K Drzewiecki J Paul                | K Drzewiecki J Paul                | K Drzewiecki J Paul                | w/o                                |                     |     |            |                                 |                                 |                             |                             |   |   |        |        |        |        |        |  |
|  | 2           | K Drzewiecki J Paul                | 4                                  | 6           | [10]        |  |  |                  |                                    |                                    |                                    |                                    |                     |     |            |                                 |                                 |                             |                             |   |   |        |        |        |        |        |  |